# أدريان بيرد (لاعب كرة قدم)
أدريان بيرد (بالإنجليزية: Adrian Bird)‏ (8 يوليو 1969 ببرستل في المملكة المتحدة - ) هو لاعب كرة قدم بريطاني في مركز الدفاع. لعب مع برمنغهام سيتي ونادي موور غرين لكرة القدم.